# Фінал кубка Німеччини з футболу 2023
Фінал Кубка Німеччини з футболу 2023 — фінальний матч розіграшу кубка Німеччини сезону 2022—2023 відбувся 3 червня 2023 року. У поєдинку зустрілися чинний володар кубку «РБ Лейпциг» та «Айнтрахт». Перемогу з рахунком 2:0 здобув «РБ Лейпциг», захистивши свій титул.
| Володар Кубка Німеччини 2022—2023 |
| --------------------------------- |
|                                   |
| «РБ Лейпциг» Другий титул         |

## Учасники
| Клуб         | Участей | Роки (жирним виділено перемоги)                |
| ------------ | ------- | ---------------------------------------------- |
| «РБ Лейпциг» | 3       | 2019, 2021, 2022                               |
| «Айнтрахт»   | 7       | 1964, 1974, 1975, 1981, 1988, 2006, 2017, 2018 |

## Шлях до фіналу
Примітка: У всіх результатах, поданих нижче, голи фіналістів подаються першими, натомість де відбувався матч вказано в дужках (д: вдома; г: в гостях).
| «РБ Лейпциг»           | «РБ Лейпциг» | Раунд        | «Айнтрахт»        | «Айнтрахт» |
| ---------------------- | ------------ | ------------ | ----------------- | ---------- |
| Суперник               | Результат    |              | Суперник          | Результат  |
| Тевтонія 05 (Оттенсен) | 8–0 (г)      | Перший раунд | Магдебург         | 4–0 г)     |
| Гамбург                | 4–0 (д)      | Другий раунд | Штутгартер Кікерс | 2–0 (г)    |
| Гоффенгайм 1899        | 3–1 (д)      | 1/8 фіналу   | Дармштадт 98      | 4–2 (д)    |
| Боруссія (Дортмунд)    | 2–0 (д)      | 1/4 фіналу   | Уніон (Берлін)    | 2–0 (д)    |
| Фрайбург               | 5–1 (г)      | 1/2 фіналу   | Штутгарт          | 3–2 (г)    |

## Матч

### Деталі
| 3 червня 2023 20:00 (20:00 CEST) |

| «РБ Лейпциг»                | 2–0      | «Айнтрахт» |
| --------------------------- | -------- | ---------- |
| - Нкунку 71' - Собослаї 85' | Протокол |            |

| «Олімпійський стадіон», Берлін Глядачів: 74,322 Арбітр: Даніель Зіберт (Берлін) |

| РБ Лейпциг | Айнтрахт |

| ВР               | 21 | Яніс Бласвіх         |       |       |
| ЗХ               | 39 | Беньямін Генрікс     |       |       |
| ЗХ               | 16 | Лукас Клостерманн    |       |       |
| ЗХ               | 4  | Віллі Орбан ()       |       |       |
| ЗХ               | 23 | Марсель Гальстенберг |       |       |
| ПЗ               | 27 | Конрад Лаймер        | 81'   |       |
| ПЗ               | 8  | Амаду Гайдара        |       | 78'   |
| ПЗ               | 17 | Домінік Собослаї     |       | 90+1' |
| ПЗ               | 7  | Дані Ольмо           |       |       |
| НП               | 18 | Крістофер Нкунку     | 90+1' |       |
| НП               | 11 | Тімо Вернер          |       | 61'   |
| Запасні:         |    |                      |       |       |
| ВР               | 13 | Ер'ян Нюланд         |       |       |
| ЗХ               | 2  | Мохамед Сімакан      |       |       |
| ЗХ               | 22 | Давід Раум           |       |       |
| ЗХ               | 25 | Сануссі Ба           |       |       |
| ЗХ               | 37 | Абду Діалло          |       |       |
| ПЗ               | 10 | Еміль Форсберг       |       |       |
| ПЗ               | 24 | Ксавер Шлагер        |       | 78'   |
| ПЗ               | 44 | Кевін Кампль         |       | 90+1' |
| НП               | 9  | Юссуф Поульсен       |       | 61'   |
| Головний тренер: |    |                      |       |       |
| Марко Розе       |    |                      |       |       |

| ВР               | 1  | Кевін Трапп          |       |     |
| ЗХ               | 35 | Тута                 |       |     |
| ЗХ               | 20 | Макото Хасебе        |       | 78' |
| ЗХ               | 2  | Еван Н'Діка          |       |     |
| ПЗ               | 24 | Ауреліо Бута         |       | 87' |
| ПЗ               | 17 | Себастьян Роде ()    |       | 70' |
| ПЗ               | 8  | Джибріль Соу         |       |     |
| ПЗ               | 32 | Філіпп Макс          |       | 78' |
| ПЗ               | 15 | Дайті Камада         |       |     |
| ПЗ               | 27 | Маріо Гетце          | 77'   |     |
| НП               | 9  | Рандаль Коло Муані   | 90+2' |     |
| Запасні:         |    |                      |       |     |
| ВР               | 40 | Діант Рамай          |       |     |
| ЗХ               | 18 | Альмамі Туре         |       |     |
| ЗХ               | 22 | Тімоті Чендлер       |       |     |
| ЗХ               | 25 | Крістофер Ленц       |       | 78' |
| ПЗ               | 6  | Кристиян Якич        |       |     |
| ПЗ               | 26 | Жуніор Діна Ебімбе   |       | 87' |
| ПЗ               | 29 | Єспер Ліндстрем      |       | 70' |
| ПЗ               | 30 | Пакстон Ааронсон     |       |     |
| НП               | 19 | Рафаель Сантос Борре |       | 78' |
| Головний тренер: |    |                      |       |     |
| Олівер Ґляснер   |    |                      |       |     |

| Асистенти арбітра: Ян Зайдель (Оберкремер) Рафаель Фольтин (Вісбаден) Четвертий арбітр: Даніель Шлагер (Гюгельсгайм) Помічник асистента арбітра: Лассе Кословський (Берлін) Відеоасистент арбітра: Марко Фріц (Корб) Помічник відеоасистента арбітра: Домінік Шеель (Тюбінген) | Правила матчу - 90 хвилин - За потреби 30 хвилин додаткового часу - Якщо результат залишається нічийним, то призначаються післяматчеві пенальті - Допускається максимум дев'ять футболістів у списку на заміну, п'ять з яких можуть бути використані в остновний час та один в додатковий. |